# Station Ledeberg
Station Ledeberg is een voormalige spoorweghalte in Ledeberg, een deelgemeente van de stad Gent.
De eerste stopplaats te Ledeberg opent vanaf 15 november 1879 en staat onder beheer van het station Gentbrugge (Zuid). Deze stopplaats ligt op 2.285 meter van het station Gent-Zuid. Op 1 februari 1883 sluit deze stopplaats omdat vanaf die datum de halte Ledeberg voor reizigers en bagage functioneel is.
Het stationsgebouw van deze halte ligt aan Spoorlijn 50; op 1.911,30 meter afstand van het station Gent-Zuid, 1.873,10 meter van het station Merelbeke en 1.230,05 meter van het station Gentbrugge (Zuid). Vanaf november 1889 kunnen via de halte Ledeberg ook kleine pakketjes verzonden worden.
Op 1 juni 1917 sluit de halte Ledeberg. Kortstondig wordt de halte opnieuw geopend: van 1 juli 1920 tot 1 juni 1922.
Destelbergen · Drongen · Drongensesteenweg · Gentbrugge · Gent-Dampoort · Gent-Heirnis · Gent-Muide · Gent-Noord · Gent-Oost · Gent-Rabot · Gent-Rodenhuize · Gent-Sint-Pieters · Gent-Waas · Gent-Zeehaven · Gent-Zuid · Halewijn · Ledeberg · Merelbeke · Oostakker · Sint-Amandsberg-Westveld · Sint-Denijs-Westrem · Wondelgem
0,0: Brussel-Noord ·
1,0: Koninklijk Station ·
2,4: Laken ·
3,2: Bockstael ·
4,1: Jette ·
7,6: Sint-Agatha-Berchem ·
8,9: Groot-Bijgaarden ·
11,0: Dilbeek ·
13,7: Sint-Martens-Bodegem ·
15,6: Ternat-Brusselsesteenweg ·
16,7: Ternat ·
20,3: Essene-Lombeek ·
21,9: Liedekerke ·
23,8: Denderleeuw ·
26,7: Erembodegem ·
29,7: Aalst ·
34,5: Lede ·
37,0: Serskamp ·
40,3: Schellebelle ·
43,1: Wetteren ·
46,9: Kwatrecht ·
49,5: Melle ·
52,6: Merelbeke ·
Ledeberg ·
55,6: Gent-Sint-Pieters